# Heterocrossa rubophaga
Heterocrossa rubophaga är en fjärilsart som beskrevs av John S. Dugdale 1988. Heterocrossa rubophaga ingår i släktet Heterocrossa och familjen Carposinidae. Inga underarter finns listade i Catalogue of Life.